# Parc des Anciennes-Mairies
Le parc des Anciens-Mairies est un jardin public situé à Nanterre (Hauts-de-Seine), dans le quartier du Centre, à proximité de la cathédrale.

## Historique
Le parc des Anciennes-Mairies a été réalisé en partie à l'emplacement du collège royal fondé au XVIIe siècle. Devenu bien national à la Révolution française, les bâtiments furent vendus à un particulier qui les détruisit pour en vendre les pierres. La « villa des Tourelles » fut construite au XIXe siècle à l'est du parc. Cette résidence privée fut rachetée en 1922 par la municipalité qui en fit la mairie de Nanterre de 1923 à 1973,. Le parc devint un jardin public, on y transféra, le monument aux morts de Nanterre construit pendant l'entre-deux-guerres. La « villa des Tourelles », remplaça la précédente mairie qui se trouve à proximité et qui accueille aujourd'hui le « Relais parents assistantes-maternelles ». C'est ainsi que le parc porte le nom de « parc des Anciennes-Mairies ». Un projet de rénovation et d'agrandissement sera mis en œuvre en 2023-2024.

## Caractéristiques
Le parc des Anciennes-Mairies est un jardin public à l'anglaise, avec pelouse arborée, massifs de fleurs et en son centre une pièce d'eau avec rochers où des canards viennent barboter. Sa superficie est de 1,4 ha environ.
Ce parc situé en plein centre-ville permet de relier à pied la rue Maurice-Thorez et la rue des Anciennes-Mairies. L'entrée rue Maurice-Thorez se fait par un majestueux portail en fer forgé.
S'y trouvent différents monuments : 
- monument aux morts (à l'origine, érigé en 1922, place Gabriel Péri)
- monument à Raymond Barbet,
- statue d'un Couple de Vendangeurs[4],
- « la Conque », scène de théâtre de plein air, en béton, réalisée en 1937 par l’architecte Georges Gautier [5].

Un espace de jeux pour enfants y a également été aménagé. Il est doté d'un espace fitness.
Y ont été plantées diverses espèces d'arbres feuillus (érable sycomore, frêne commun, marronnier d'Inde, muscadier, platane à feuilles d'érables, sophora du Japon...) et conifères (cyprès chauve...).
Dans ce parc se déroule le festival « ÉcoZone » et la « Ferme géante ».